# Carex muriculata
Carex muriculata är en halvgräsart som beskrevs av Frederick Joseph Hermann. Carex muriculata ingår i släktet starrar, och familjen halvgräs. Inga underarter finns listade i Catalogue of Life.